# Egelsbach
Egelsbach är en tysk kommun i distriktet (Landkreis) Offenbach i Regierungsbezirk Darmstadt i Rhen-Main-området i förbundslandet Hessen.
Den ligger alldeles norr om Darmstadt.
Orten nämns 1275 för första gången i en urkund.

## Historiska namn
- 1275: Elsbach
- 1336: Eygelspach
- 1396: Egelßbach
- 1411: Egelspach
- i dag: Egelsbach

## Demografi
Dokumentmall:
| Diagram, år 1834 till 2015 |

## Vänorter
Egelsbach har följande vänorter:
- Pont-Saint-Esprit, sedan 1991
- Chojnów, sedan 2005

## Galleri

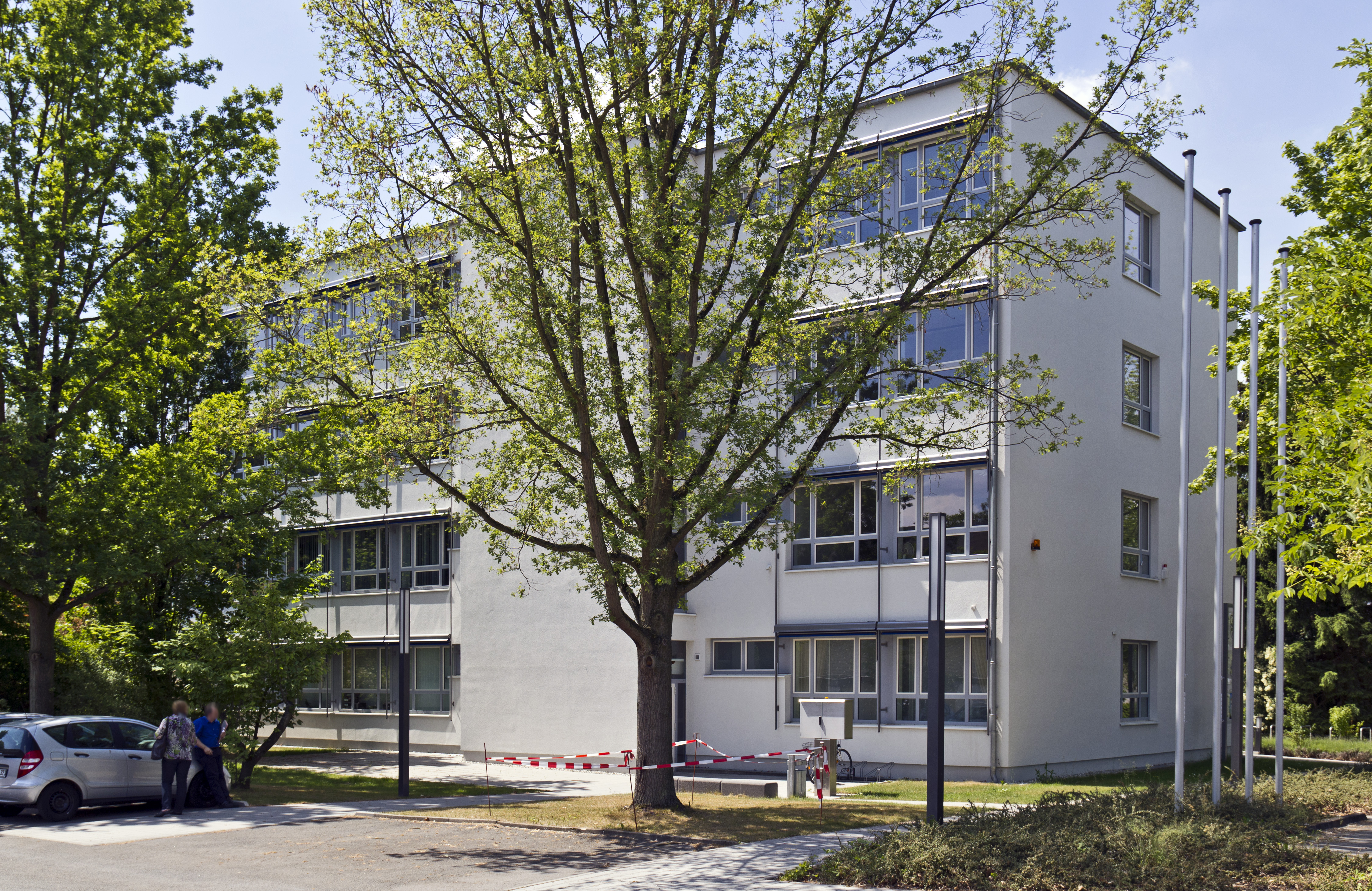
Rådhus (2011)
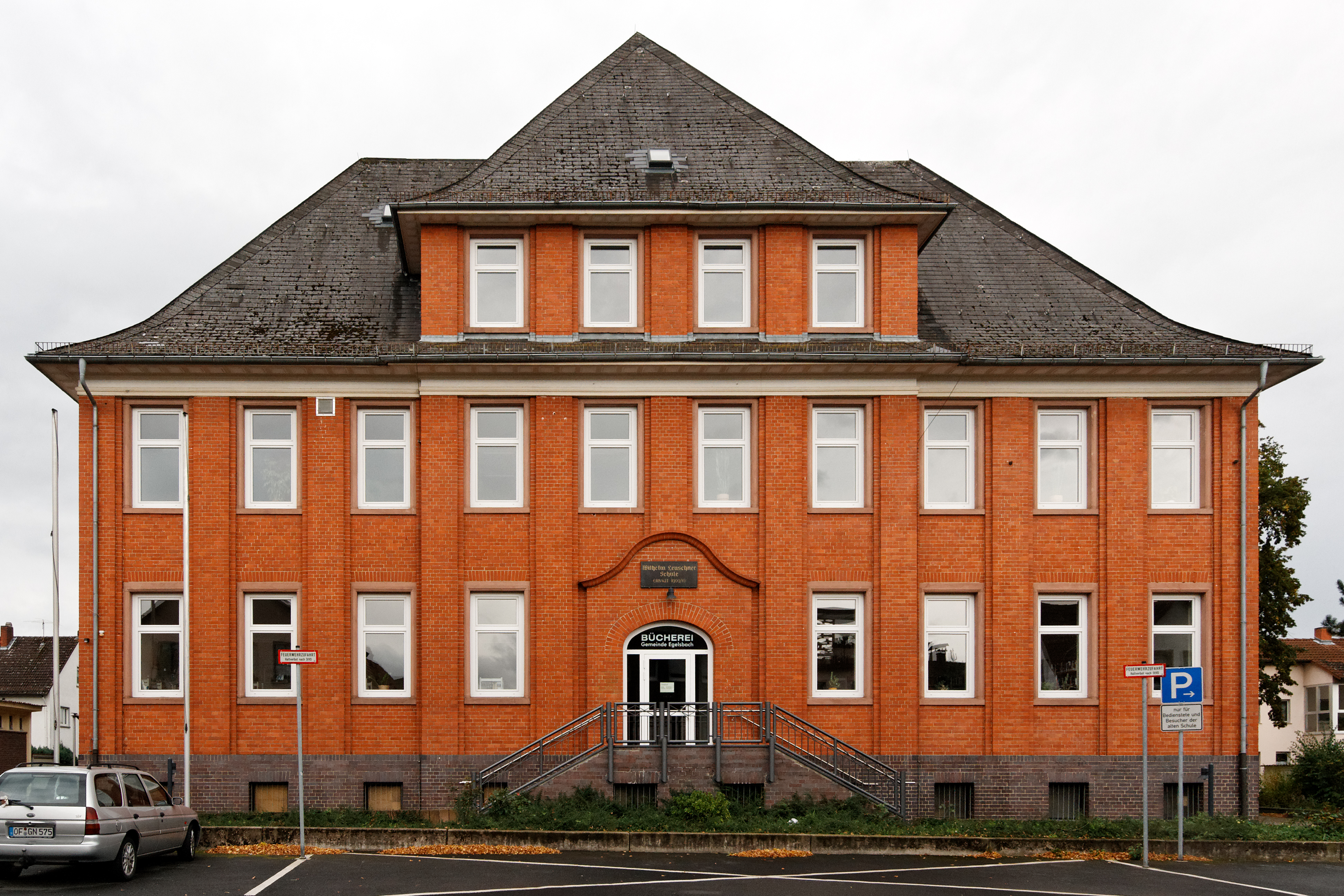
Förutvarande skola (i dag: bibliotek och studieförbund, 2012)
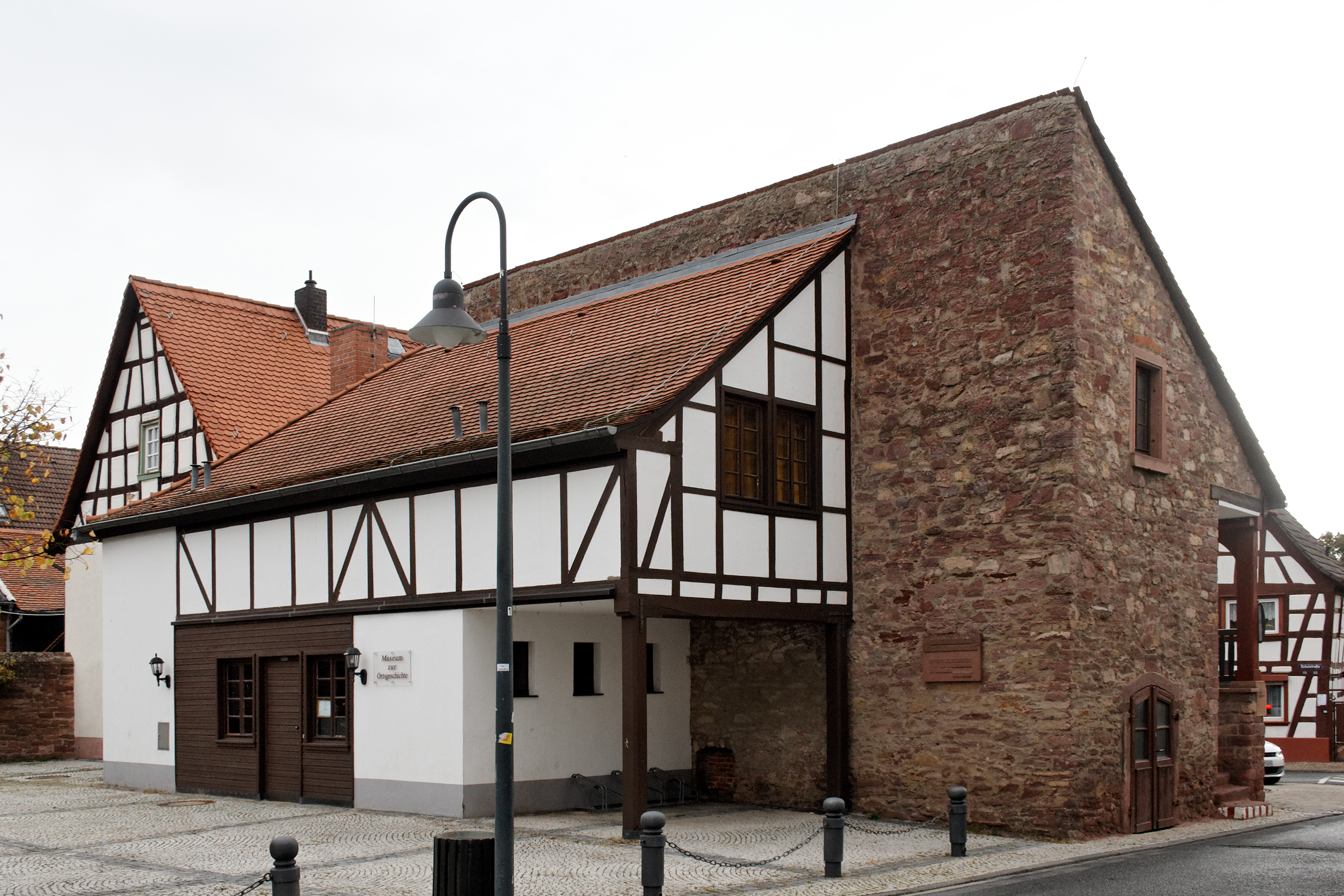
Före detta vakthus (2012)
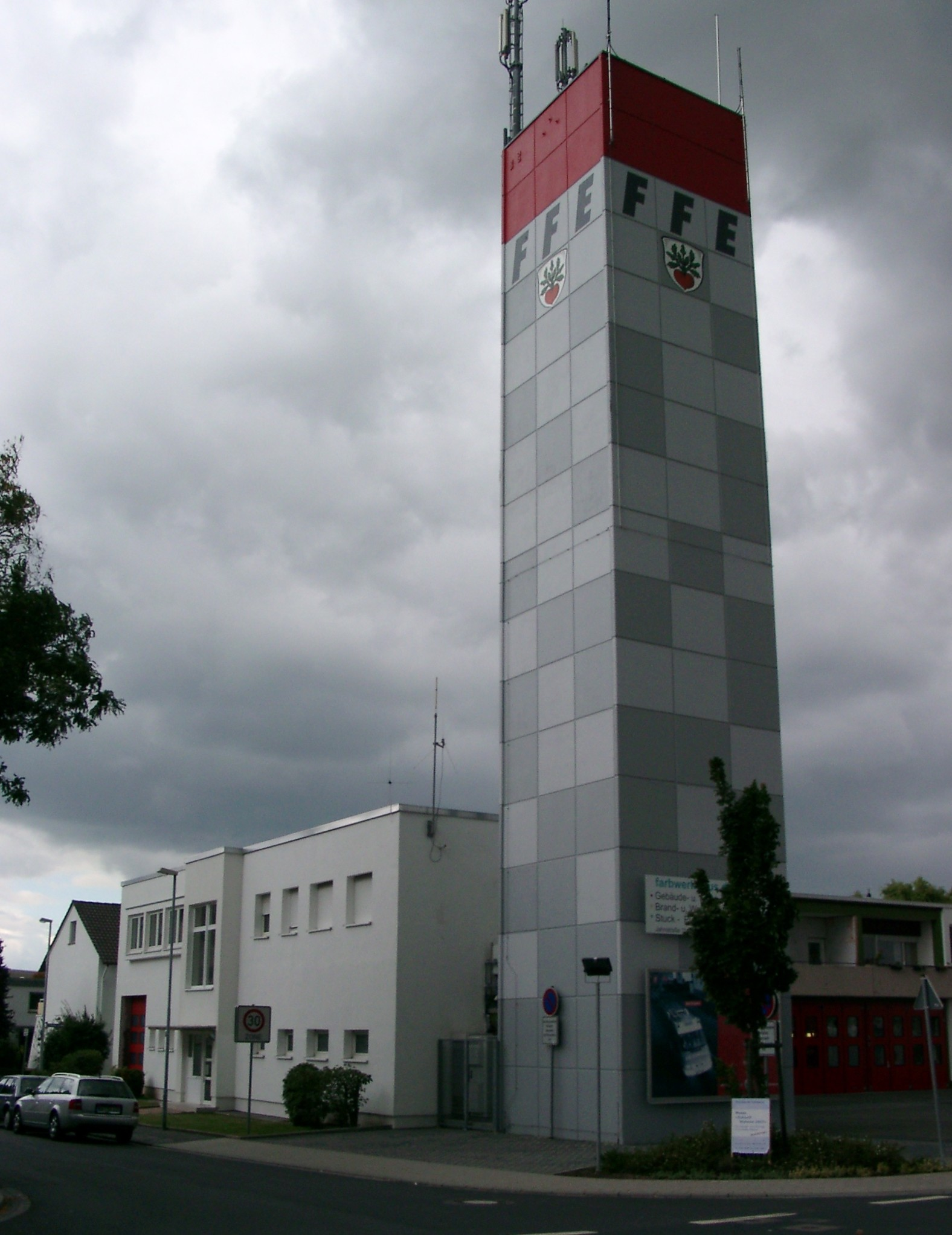
Brandkår (2007)
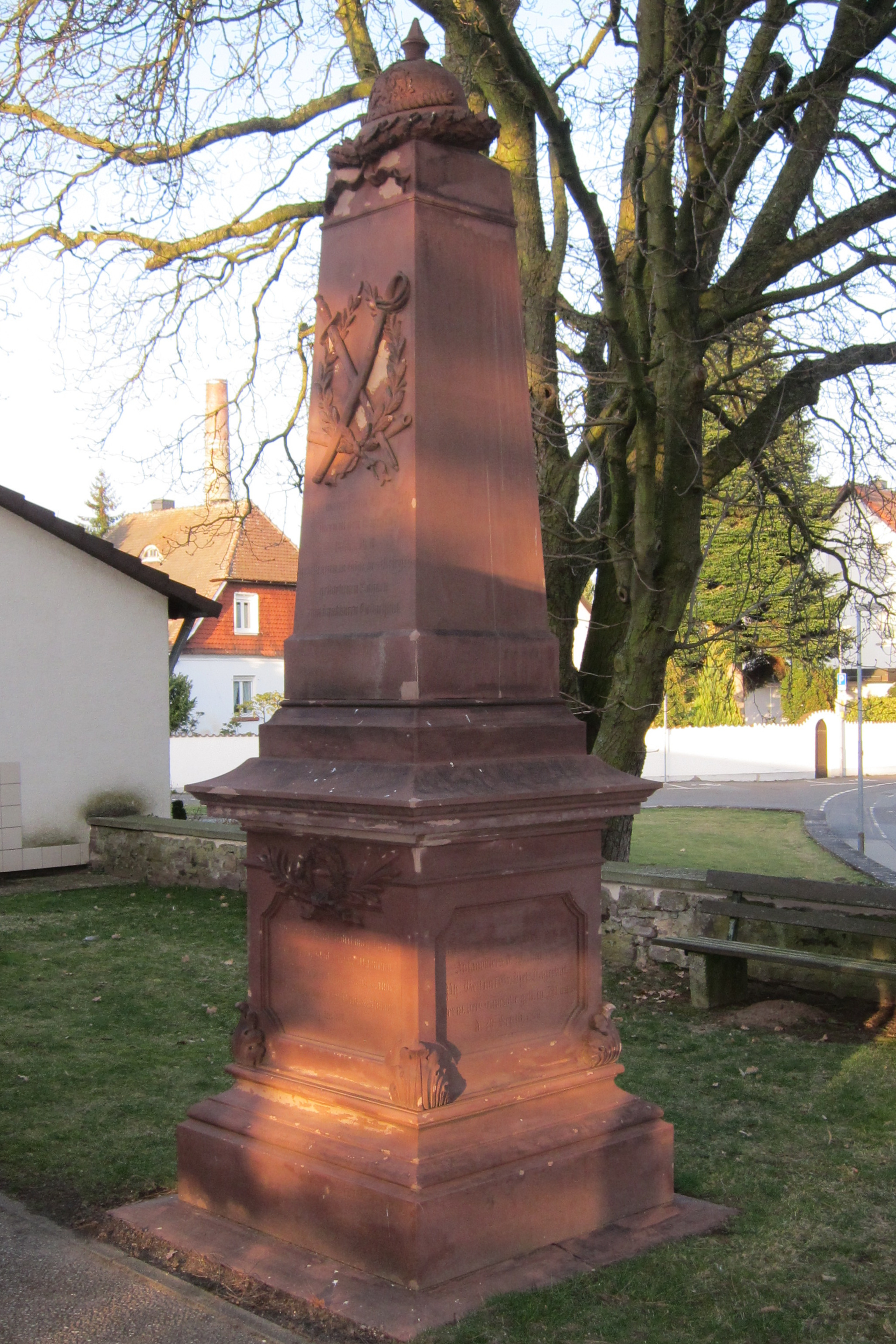
Monument (2017)
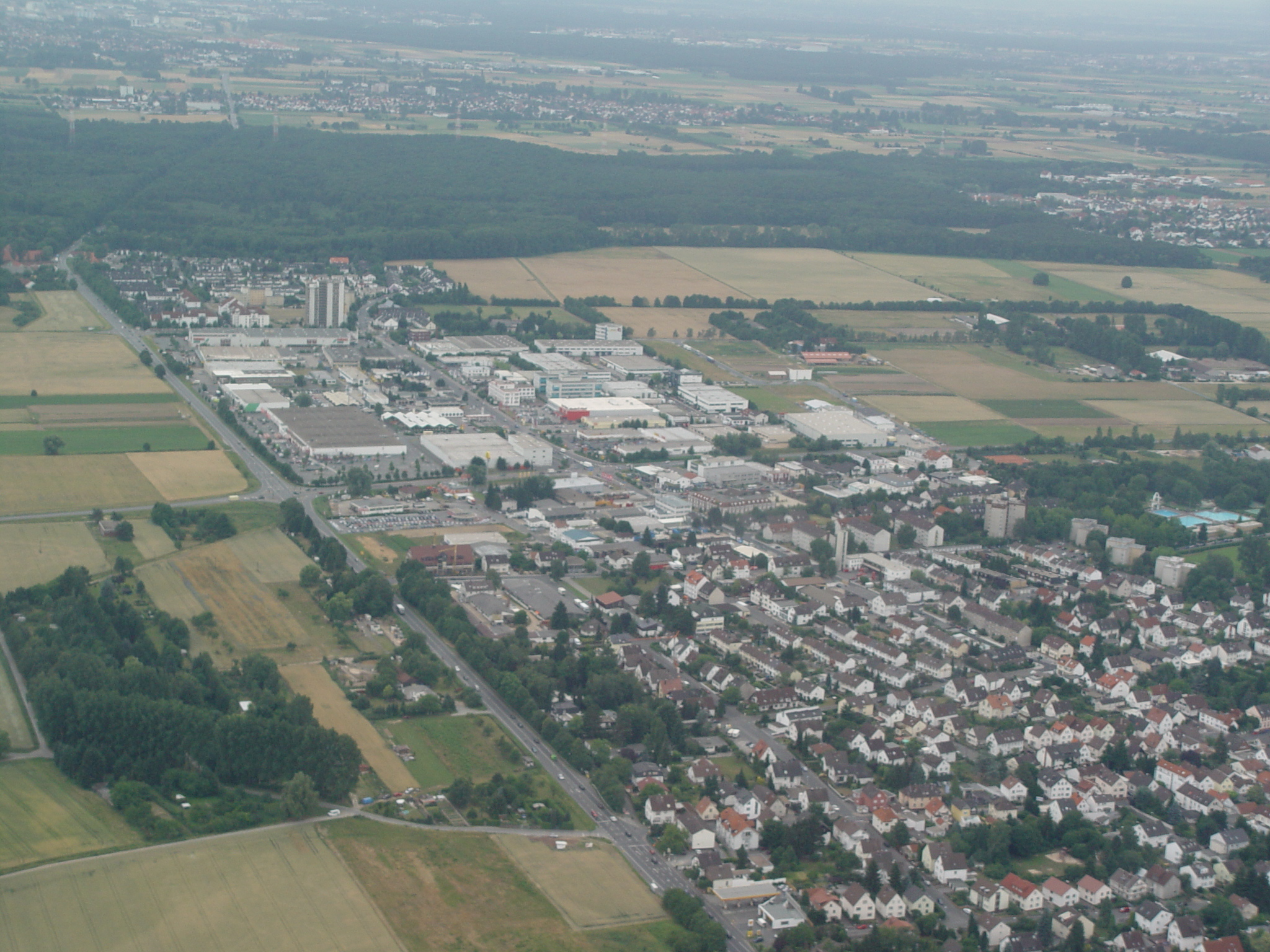
Flygfoto av Egelsbach (2004)